# Nüscke & Co.
Die Nüscke & Co. Schiffswerft, Kesselschmiede und Maschinenbauanstalt A.G. war eine Schiffswerft in Stettin.

## Geschichte
Die ältesten Nachweise der Werft gehen auf das Jahr 1650 zurück, in dem der Schiffszimmermann Hans Nüscke das Stettiner Bürgerrecht erwarb. Michael Nüscke I und sein Sohn, ebenfalls Michael Nüscke (II) hatten in Stettin einen Schiffbauplatz errichtet und Schiffe für Stettiner Reeder gebaut. Ab 1727 entstanden auch Schiffe für die Preussische Seehandlung. Es waren vorwiegend Schoner Briggs und Galeassen, die auf diesen Stettiner Schiffbaupätzen vorwiegend für Stettiner Reeder entstanden.
Der Werftbetrieb wurde an wechselnden Bauplätzen in Stettin und ab 1815 in Grabow bis zum Jahr 1928 immer innerhalb der Familie Nüscke weitergeführt. Ab 1841 baute man bei Nüscke erste Dampfschiffe.
1845 verkaufte der 65-jährige Johann Christian Nüscke seine Werft für 9000 Taler an seinen Neffen Albert Emil Nüscke. Schon im Jahr 1846 baute Albert Emil Nüscke mehrere neue Schiffe, darunter die Cammin für die Cammin-Stettiner Dampfer-Gesellschaft, einer der ersten Versuche des Stettiner und Grabower Schiffsbaus im Dampf- und Räderantrieb. 1859 baute Nüscke die beiden Kanonenboote Salamander und Schwalbe für die preußische Marine.
Am 1. Juli 1890 wurde in Zusammenarbeit mit dem späteren Werftdirektor O. C. Peuß die offene Handelsgesellschaft Nüscke & Co. gegründet. Im selben Jahr erfolgte auch die Umstellung auf den Eisenschiffbau. 1903 wurde das Unternehmen zur Aktiengesellschaft. In den 1920er Jahren geriet das Unternehmen im Zuge der Weltwirtschaftskrise in Schwierigkeiten. Aufgrund der zu niedrig kalkulierten Baukosten von zwei Schiffen für niederländische Rechnung geriet die Werft 1928 in eine akute finanzielle Schieflage. Das Unternehmen wurde zwar von der Deschimag übernommen, diese tat aber nichts gegen die finanzielle Notsituation und ließ Nüscke & Co. Konkurs anmelden. Im Juli 1929 übernahm der Reeder und Werfteigentümer Emil Retzlaff den Schiffbaubetrieb. Aus Retzlaffs Ostseewerft in Frauendorf und Nüscke & Co. wurde die Merkur-Werft. Auch diese musste 1931 schließlich Konkurs anmelden.

## Bauprogramm

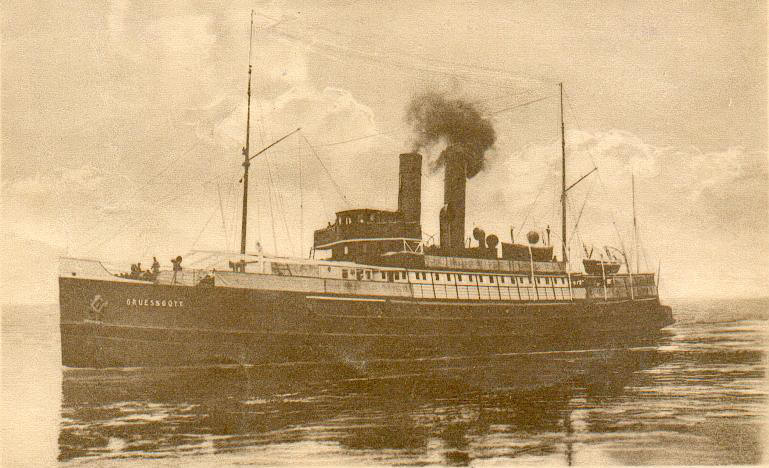
Tender Grüssgott, 725 BRT, 1915 von Nüscke & Co an den NDL abgeliefert

Anfangs entstanden auf der Werft vorwiegend kleine Schiffe, die mit dem neuen Werftgelände und größerem Bauplatz in Stettin-Grabow ab 1815 deutlich wuchsen. Neben der typischen Brigg entstanden Schoner, selten mal ein Raddampfer wie die Cammin oder der Radschlepper Delphin für die Stettiner Dampfbugsierboot-Reederei. Für die preußische Marine entstanden 1860 unter anderem zwei Dampfkanonenboote.
Ab 1890 wurde das Programm erheblich verbreitert und erste Fracht- und Personendampfer abgeliefert. Für den „Kaiser-Wilhelm-Kanal“ (heute: Nord-Ostsee-Kanal) wurde 1911 unter anderem eine Dreierserie von Fährdampfern an das Kanalamt Brunsbüttel abgeliefert. Es waren die Odin, Thor und Heimdall, freifahrende, dampfbetriebene Trajektfähren mit 30,4 m Länge, 11,45 m Breite und 2,70 m Tiefgang. Sie konnten mit ihren 280-PS-Dampfmaschinen 60 Personen sowie sechs Fuhrwerke transportieren. 1913/14 erfolgte mit der Bau-Nr. 241, das für Brasilien vorgesehene ex. ALMIRANTE ABBREU, gebaute Feuerschiff ADLERGRUND. Der mit rund 3000 BRT vermessene Frachtdampfer Stettin, 1917 an die OPDR abgeliefert, war das bis dahin größte Schiff, das 1925 mit dem Frachtdampfer Merkator mit 4130 BRT übertroffen wurde.